# Сертан
Серта́н (первый слог произносится как [сэ] иногда множественное число сертаны из порт. sertão, множественное sertões, сокращённое от «desertão» — пустошь, пустыня, «малонаселённая, лишённая инфраструктуры местность, глушь») — исторический термин для описания внутренних, малоизвестных европейцам (португальцам) районов континентальной Бразилии, а также современные штаты и области континентальной Бразилии.

## История
В XVI—XVIII веках португальская администрация метафорически сравнивала своё присутствие в колониальной Бразилии с прибрежной жизнью краба на побережье Атлантического океана, который бродит по береговой линии и боится сделать шаг навстречу огромным неосвоенным пространствам. Лишь немногие отважные исследователи (бандейранты — буквально «знаменосцы») рисковали двинуться дальше на запад в полосу серраду, каатинга и Амазонии. 
Позднее, по мере увеличения наплыва иммигрантов в Бразилию и начала планомерной государственной политики по освоению сертана, регион утрачивает свой ореол таинственности. Здесь, как и на Юго-западе США развивается культура так называемого «сертанежу», сравнимая с американскими ковбоями, мексиканскими вакеро и аргентинскими гаучо. Здесь развиваются крупные фермерские хозяйства, процветает скотоводство (крупный рогатый скот) и растениеводство (соя, сахарный тростник, фрукты).

## Современная ситуация
В современной географии сертан делится на несколько экорегионов: Северо-Восточная Бразилия — штаты Алагоас, Баия, Пернамбуку, Параиба, Риу-Гранди-ду-Норти, Сеара и Пиауи, за исключением их побережья с полупустыней каатинга, области серрадо с саванной растительностью, а также влажные экваториальные леса Амазонии. В настоящее время, по мере заселения региона мигрантами из других штатов страны, особенно после переноса столицы в город Бразилиа в 1960-х годах, регион страдает от сильной эрозии и экологических проблем.